# Nomada cypricola
Nomada cypricola är en biart som beskrevs av Mavromoustakis 1955. Nomada cypricola ingår i släktet gökbin, och familjen långtungebin. Inga underarter finns listade i Catalogue of Life.